# Martha Nussbaum
Martha C. Nussbaum (rođ. Martha Craven, New York City, 6. svibnja, 1947.), američka je filozofkinja, s posebnim interesom za antičku filozofiju, pravo i ćudoređe. Veliki broj njenih djela je predstavljen iz neoaristotelske perspektive.
Od 1995. Nussbaum je profesor pravne etike, na pravnom fakultetu sveučilišta u Chichagu.

## Nussbaumina politička filozofija
Nussbaum, kao i drugi neo-aristotelovci i moralni filozofi, okreće se protiv tradicionalne moralne filozofije, kako trebamo djelovati, i fokusira se umjesto toga na kakav način trebamo živjeti. Kao i većina drugih novo-aristotelovaca mišljenja je da je cilj čovjekovog života samospoznaja, što se postiže živjeći dobar život. Ali dok jedan dio drugih novo-aristotelovaca, poput Philippa Foota, pokušava dati objektivni opis tog života, odnosno ono što je u skladu sa specifičnim ljudskim osobinama (naš um i naša namjera stvaranja složenih društava), Nussbaum pak smatra da bi mi trebali tražiti odgovor u nama samima: što mi mislimo da je dobar ljudski život? To čini etiku na neki način više subjektivnom, no Nussbaum smatra da je sam znanstveni projekt, u svakom slučaju kako je to Aristotel razumio, također subjektivan: to je naše nastojanje da se razumije svijet van iskustava i dojmova koje imamo. Granica između moralne filozofije i znanosti, između normativnog i deskriptivnog, nije tako jasna kako mi to obično mislimo.
Znatan broj lijevoliberala smatra da je uloga države postizanje pravedne raspodjele društvenih dobara. Nussbaum umjesto toga govori o smislu sposobnosti ili kapaciteta, nešto što 
Amartya Sen čini: umjesto da se postigne da sve osobe imaju jednu određenu količinu novca ili robe, ili da se osigura da ljudi djeluju na određen način, trebala bi se država brinuti o tom što ljudi umiju raditi, za što su sposobni. Nussbaum smatra da se država treba pobrinuti da su svim pojedincima ispunjene osnovne potrebe (krov nad glavom, mogućnost nabave hrane itd.), što definira prag onoga što je uopće ljudski život, a poslije pokušati osigurati da svi steknu vještine koje su neophodne za kvalitetan ljudski život (obrazovanje, posao, sposobnost samoizražavanja itd.).
Nussbaum jasno naglašava da njena etika svakako subjektivna ili "internalistička", (tj. da proizlazi iz naših internih uvjerenja što je to što čini dobrim ljudski život) ali da nije relativistička: postoji, ili može se naći, široki konsenzus o vještinama koje čine dobrim ljudski život, i dok mi međutim moramo dopustiti različitim kulturama da same nađu svoje 
ciljeve, ipak nema rasprave o nekim temeljnim zahtjevima poput zdravlja, školstva i pismenosti, koje se podrazumjevaju kao djelovi kvalitetnog ljudskog života. Ovo vrijedi posebno za prava žena, koja su u nekim kulturama potisnuta pod izgovorom lokalnih običaja, i da žene same trebaju imati pravo glasa i formiranje osobnih mišljenja o problemima.

## Djela
- Aristotle's De Motu Animalium (1978.)
- The Fragility of Goodness: Luck and Ethics in Greek Tragedy and Philosophy (1986.)
- Love's Knowledge (1990.)
- Nussbaum Martha, i Amartya Sen. The Quality of Life. (Oxford: Clarendon Press 1993.)
- The Therapy of Desire (1994.)
- Poetic Justice (1996.)
- For Love of Country (1996.)
- Cultivating Humanity: A Classical Defense of Reform in Liberal Education (1997.)
- Sex and Social Justice (1998.)
- Women and Human Development (2000.)
- Upheavals of Thought: The Intelligence of Emotions (2001.)
- Hiding From Humanity: Disgust, Shame, and the Law (2004.)
- Animal Rights: Current Debates and New Directions (2004.)
- Frontiers of Justice: Disability, Nationality, Species Membership (2005.)
- Political Emotions: Why Love Matters for Justice (2013.) ISBN 9780674724655

## Vanjske poveznice
- http://www.law.uchicago.edu/faculty/nussbaum/